# Kreis Polgárdi
Der Kreis Polgárdi (ungarisch Polgárdi járás) war ein Kreis im Südwesten des mittelungarischen Komitats Fejér. Er grenzte im Norden und Osten an den Kreis Székesfehérvár, im Süden an den Kreis Enying und im Südosten in einem kleinen Stück an den Kreis Sárbogárd (Gemeinde Kisláng). Im Westen bildete das Komitat Somogy die Grenze. Der Kreis bestand nur in den Jahren 2013 und 2014.

## Geschichte
Der Kreis Polgárdi wurde Anfang 2013 zur ungarischen Verwaltungsreform aus dem Kleingebiet Enying (4 Gemeinden mit 7.657 Ew. auf 154,65 km² / Bevölkerungsanteil: 38,4 % – Flächenanteil: 52,4 %) und dem Kleingebiet Székesfehérvár (5 Gemeinden mit 12.281 Ew. auf 140,29 km² / Bevölkerungsanteil 61,6 % – Flächenanteil: 47,6 %) gebildet.
Ende 2014 wurde er wieder aufgelöst und die neun Gemeinden wurden auf den Kreis Székesfehérvár (im Norden) und den Kreis Enying (im Süden) aufgeteilt.

## Gemeindeübersicht
Der Kreis Polgárdi hatte Anfang 2013 eine durchschnittliche Gemeindegröße von 2.215 Einwohnern auf einer Fläche von 32,77 Quadratkilometern. Die Bevölkerungsdichte des zweitkleinsten Kreises war geringer als die des Komitats. Verwaltungssitz war die einzige Stadt Polgárdi.
| Gemeinde        | Status       | Herkunft u. Verbleib Kleingebiet | Einwohnerzahl | Einwohnerzahl | Fläche (km²) | Bev.-dichte (Ew./km²) |
| Gemeinde        | Status       | Herkunft u. Verbleib Kleingebiet | 01.10.2011    | 01.01.2013    | 01.01.2013   | 01.01.2013            |
| --------------- | ------------ | -------------------------------- | ------------- | ------------- | ------------ | --------------------- |
| Füle            | Gemeinde     | Székesfehérvár                   | 878           | 873           | 30,32        | 28,79                 |
| Jenő            | Gemeinde     | Székesfehérvár                   | 1.272         | 1.332         | 5,56         | 239,57                |
| Kisláng         | Gemeinde     | Enying                           | 2.449         | 2.516         | 53,06        | 47,42                 |
| Kőszárhegy      | Gemeinde     | Székesfehérvár                   | 1.537         | 1.524         | 5,90         | 258,31                |
| Lepsény         | Großgemeinde | Enying                           | 3.069         | 3.016         | 39,08        | 77,18                 |
| Mátyásdomb      | Gemeinde     | Enying                           | 762           | 791           | 35,39        | 22,35                 |
| Mezőszentgyörgy | Gemeinde     | Enying                           | 1.310         | 1.334         | 27,12        | 49,19                 |
| Nádasdladány    | Gemeinde     | Székesfehérvár                   | 1.711         | 1.745         | 26,35        | 66,22                 |
| Polgárdi        | Stadt        | Székesfehérvár                   | 6.802         | 6.807         | 72,16        | 94,33                 |
| Kreis Polgárdi  |              |                                  | 19.790        | 19.938        | 294,94       | 67,60                 |